# Sphingnotus insignis
Sphingnotus insignis är en skalbaggsart. Sphingnotus insignis ingår i släktet Sphingnotus och familjen långhorningar.

## Underarter
Arten delas in i följande underarter:
- S. i. insignis
- S. i. ammiralis
- S. i. albertisii